# Vojtěch Patrák
Vojtěch Patrák (* 18. března 2000) je český profesionální fotbalista, který hraje na pozici křídelníka za český klub FK Pardubice. Je také bývalým českým mládežnickým reprezentantem.

## Klubová kariéra
Do roku 2016 působil v FC Vrchlabí, poté přestoupil do Sparty. Za sparťanský B-tým debutoval 10. srpna 2019 v utkání 1. kola ČFL proti TJ Jiskra Domažlice, když v 61. minutě vystřídal Daniela Marečka. První gól vstřelil 20. října 2019 v 11. kole proti Písku. V A-týmu Sparty Vojtěch Patrák debutoval 28. června 2020 ve třetím kole ligové nadstavby proti Plzni, když v 78. minutě vystřídal Benjamina Tetteha.
Dne 29. října 2020 si připsal svůj první start v evropských pohárech, v 2. zápase skupinové fáze Evropské ligy na hřišti AC Milan (0:3) naskočil do hry v závěrečné minutě.